# Kawika Shoji
Kawika Shoji (Honolulu, 11 de novembro de 1987) é um voleibolista profissional estadunidense, medalhista olímpico. 

## Carreira
Shoji foi membro da seleção estadunidense de voleibol masculino que conquistou a Copa do Mundo em 2015.
Em 2016, representou seu país nos Jogos Olímpicos no Rio de Janeiro.